# Temporada 1963 del Campeonato de España de Rally
La temporada 1963 fue la edición 7.ª del Campeonato de España de Rally. El calendario tenía al menos seis pruebas: Alicante, Vasco Navarro, RACE, Cataluña, San Antolín y Dos Cataluñas. El campeón fue Jaime Juncosa.

## Calendario
- Calendario incompleto

| N.º | Fecha            | Rally                                       | Superficie     | Series  |
| --- | ---------------- | ------------------------------------------- | -------------- | ------- |
| 1   | 21-23 de febrero | 5.º Rallye Alicante                         |                |         |
| 2   | 9-10 de marzo    | 4.º Rallye Vasco Navarro                    |                | Francia |
| 3   | 27-29 de abril   | 11.º Rally del Race                         | Asfalto/tierra |         |
| 4   | 7-8 de junio     | 7.º Rally de Cataluña-14º Vuelta a Cataluña |                | Francia |
| 5   | 8 de septiembre  | 2.º Rallye San Antolín                      |                |         |
| 6   | 26-27 de octubre | 4.º Rally de las Dos Cataluñas              |                | Francia |

## Clasificación
- Resultados incompletos.

| Pos. | Piloto                  | ALI | VAS | ESP | CAT | SAN | 2CA | Ptos. |
| ---- | ----------------------- | --- | --- | --- | --- | --- | --- | ----- |
| 1.   | Jaime Juncosa           |     | 3   | 6   | 2   |     | 8   |       |
| .    | Ignacio Baixeras        | 1   |     | 11  | 3   |     |     |       |
| .    | Antonio Grifoll «Clery» |     |     | 1   | 7   |     |     |       |
| .    | Estanislao Reverter     | 21  |     |     | 11  |     | 1   |       |
| .    | Juan Fernández          |     |     | 5   | 4   |     | Ret |       |
| .    | Jesús Sáenz de Buruaga  |     |     | 15  |     | 1   |     |       |
| .    | Jorge Palau Ribes       |     |     |     | 1   |     |     |       |
| .    | José Serratosa          |     | 1   |     |     |     |     |       |
| .    | Gerardo de Andrés       | 10  | 9   |     |     | 4   |     |       |
| .    | Víctor Sagi             | 5   | 2   |     |     |     |     |       |
| .    | Vittorio Lepori         | 8   |     | 2   |     |     |     |       |
| .    | Ramón Grifoll           |     |     |     |     |     | 4   |       |
| .    | Jaime Palau Ribes       |     |     | 33  |     |     | 5   |       |
| .    | Jaime Samsó             |     |     |     | 5   |     |     |       |
| .    | Robert Wybo             |     |     |     |     |     | 7   |       |
| .    | José M.ª Juncadella     |     |     |     | 9   |     |     |       |